# Шелан (Вашингтон)
Шелан (англ. Chelan) — місто (англ. city) в США, в окрузі Шелан штату Вашингтон. Населення — 4222 особи (2020).

## Географія
Шелан розташований за координатами 47°50′40″ пн. ш. 120°0′43″ зх. д. / 47.84444° пн. ш. 120.01194° зх. д. (47.844389, -120.011941).  За даними Бюро перепису населення США в 2010 році місто мало площу 16,44 км², з яких 16,28 км² — суходіл та 0,16 км² — водойми.

### Клімат
| Клімат : Шелан          | Клімат : Шелан | Клімат : Шелан | Клімат : Шелан | Клімат : Шелан | Клімат : Шелан | Клімат : Шелан | Клімат : Шелан | Клімат : Шелан | Клімат : Шелан | Клімат : Шелан | Клімат : Шелан | Клімат : Шелан | Клімат : Шелан |
| Показник                | Січ.           | Лют.           | Бер.           | Квіт.          | Трав.          | Черв.          | Лип.           | Серп.          | Вер.           | Жовт.          | Лист.          | Груд.          | Рік            |
| Абсолютний максимум, °C | 16,7           | 17,2           | 22,2           | 31,1           | 36,7           | 43,3           | 41,1           | 40,6           | 36,1           | 31,1           | 22,2           | 18,3           | 41,1           |
| Середній максимум, °C   | 0,7            | 4,6            | 10,6           | 16,2           | 21,1           | 24,8           | 29,6           | 29,6           | 24,5           | 16,4           | 6,8            | 1,1            | 15,6           |
| Середній мінімум, °C    | −4,3           | −2,9           | 0,9            | 5,0            | 9,3            | 13,3           | 16,7           | 16,1           | 11,2           | 5,4            | 0,0            | −3,4           | 5,7            |
| Абсолютний мінімум, °C  | −25,6          | −23,9          | −15,6          | −5             | −2,2           | 0,6            | 1,7            | 5,6            | −3,3           | −9,4           | −19,4          | −27,8          | −27,8          |
| Норма опадів, мм        | 41             | 34             | 21             | 17             | 26             | 22             | 10             | 8              | 7              | 21             | 35             | 49             | 291            |
| ----------------------- | -------------- | -------------- | -------------- | -------------- | -------------- | -------------- | -------------- | -------------- | -------------- | -------------- | -------------- | -------------- | -------------- |
| Джерело: NOAA           |                |                |                |                |                |                |                |                |                |                |                |                |                |

## Демографія
Згідно з переписом 2010 року, у місті мешкало 3890 осіб у 1602 домогосподарствах у складі 1031 родини. Густота населення становила 237 осіб/км².  Було 2516 помешкань (153/км²).
Расовий склад населення:
| - 80,1 % — білих - 1,4 % — корінних американців - 0,9 % — азіатів - 0,4 % — чорних або афроамериканців - 0,1 % — вихідців з тихоокеанських островів - 14,1 % — осіб інших рас |

До двох чи більше рас належало 3,1 %. Частка іспаномовних становила 24,2 % від усіх жителів.
За віковим діапазоном населення розподілялося таким чином: 22,4 % — особи молодші 18 років, 58,7 % — особи у віці 18—64 років, 18,9 % — особи у віці 65 років та старші. Медіана віку мешканця становила 44,1 року. На 100 осіб жіночої статі у місті припадало 99,7 чоловіків;  на 100 жінок у віці від 18 років та старших — 94,5 чоловіків також старших 18 років.
Середній дохід на одне домашнє господарство  становив 58 268 доларів США (медіана — 49 905), а середній дохід на одну сім'ю — 73 095 доларів (медіана — 60 577). Медіана доходів становила 38 592 долари для чоловіків та 40 843 долари для жінок. За межею бідності перебувало 17,7 % осіб, у тому числі 20,2 % дітей у віці до 18 років та 9,9 % осіб у віці 65 років та старших.
Цивільне працевлаштоване населення становило 1718 осіб. Основні галузі зайнятості: освіта, охорона здоров'я та соціальна допомога — 26,8 %, роздрібна торгівля — 12,3 %, мистецтво, розваги та відпочинок — 9,3 %, оптова торгівля — 7,5 %.